# Театр-студія кіноактора (Мінськ)
Театр-студія кіноактора — театр у Мінську.

## Історія
Театр-студія кіноактора створений у 1980 році. 
Відкрився театр 30 березня 1982 року виставою «Вся його життя» за мотивами кіноповісті «Комуніст» Евгена Габриловича.

## Трупа театру
- Володимир Гостюхін
- Володимир Грицевський
- Олександр Кашперов
- Світлана Суховєй
- Володимир Міщанчук

| Театр | Це незавершена стаття про театр. Ви можете допомогти проєкту, виправивши або дописавши її. |